# Lewis McIver, 1. Baronet

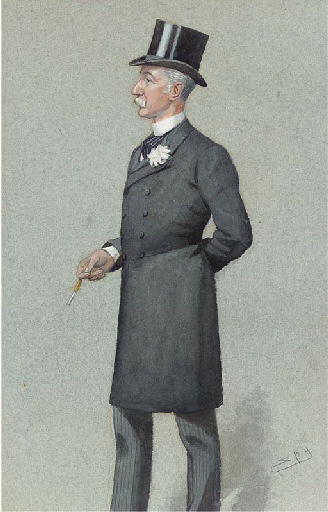
Sir Lewis McIver, 1. Baronet, 1896

Sir Lewis McIver, 1. Baronet (* 1846; † 9. August 1920) war ein britischer Politiker.

## Leben
McIver besuchte die Kensington Grammar School und studierte an der Universität Bonn. Er diente im Kolonialdienst in Britisch-Indien und war Leiter der Staatsbank der Präsidentschaft Madras (Presidency Bank of Madras). 1878 wurde er in den Middle Temple aufgenommen und erhielt seine Zulassung als Barrister. Am 12. September 1884 ehelichte McIver Charlotte Rosalind Montefiore. Er verstarb im Jahre 1920.

## Politischer Werdegang
Bei den Unterhauswahlen 1885 trat McIver erstmals zu Wahlen auf nationaler Ebene an. Er bewarb sich für die Liberal Party um das Mandat des Wahlkreises Torquay. Er setzte sich gegen den Konservativen Richard Mallock durch und zog erstmals in das britische Unterhaus ein. Im Vorfeld der folgenden Wahlen 1886 schloss sich McIver den Liberalen Unionisten an. Am Wahltag musste er jedoch eine Niederlage einstecken und verlor zunächst seinen Parlamentssitz.
Da William Palmer, 2. Earl of Selborne, der seit 1892 das Mandat des Wahlkreises Edinburgh West innehatte, zu den Unterhauswahlen 1895 nicht mehr antrat, bewarb sich sein Parteikollege McIver um das Mandat. Er gewann es ohne Gegenkandidaten. Am 23. Juli 1896 wurde ihm der erbliche Adelstitel eines Baronet, of Sarisbury in the County of Southampton, verliehen. Bei den Unterhauswahlen 1900 und 1906 hielt er sein Mandat gegen verschiedene liberale Kontrahenten. 1909 nahm er das nominale Staatsamt des Steward of the Manor of Northstead an und schied dafür aus dem Unterhaus aus. Die fälligen Nachwahlen gewann sein Parteikollege James Avon Clyde ohne Gegenkandidat.
Da er kinderlos blieb, erlosch sein Adelstitel bei seinem Tod am 9. August 1920.